# Diari de Balears
El Diari de Balears, abreujat recentment com a dBalears, és un diari electrònic en català. Fins al 2013 va ser un diari en paper que s'editava en català des de l'1 de maig de 1996. Substituïa l'antiga capçalera Baleares, que datava del 1939. Pertanyia al Grup Serra fins al mes de febrer de 2015, quan l'Associació Ona Mediterrània se'n va fer càrrec.

## Empresa
Editat per Hora Nova S.A., el Diari de Balears pertanyia al Grup Serra, la principal empresa de comunicació de les Illes Balears. Agrupa premsa, ràdio i televisió, a més de les edicions digitals del Diari de Balears i del diari Última Hora. Entre les publicacions del grup s'inclou, a més a més, el Majorca Daily Bulletin en llengua anglesa i el setmanari Mallorca Magazine en alemany. També s'editen els setmanaris Brisas i Sóller i el diari d'oportunitat Venta y Cambio. La comunicació audiovisual hi és present amb les emissores Última Hora Punto Radio i FlaixBac i la productora Nova Televisió. Entre 1939 i 1984 va ser propietat de la cadena dels Medios de Comunicación Social del Estado.

## Naixement, Franquisme i Transició
El Baleares havia aparegut com a diari en castellà el 13 de juny de 1939 fruit de la fusió de El Día (propietat del financer Joan March) i l'òrgan de la Falange Española Aquí Estamos. El primer posava els tallers; el segon, els periodistes i la línia ideològica. El primer director va ser un militar, Pablo Saiz Gralla. Durant la dictadura franquista fou el diari oficial del Movimiento i va arribar a ser el de més difusió a l'illa.
El director Antonio Pizá mantenia posicions «immobilistes» a causa de la seva condició de falangista. Durant els darrers anys de la dictadura de Franco i la Transició, la seva intransigència davant les reformes li feu perdre lectors enfront d'altres mitjans com l'Última Hora o el Diario de Mallorca, i el seu lideratge s'acabà el 1981 quan perdé la polèmica periodística amb Antonio Alemany, director del Diario de Mallorca, que aquell any aconseguí el lideratge de la premsa balear, però el perdé l'any següent davant Última Hora.

## Democràcia i pas al català
Abans que el Grup Serra es posés al capdavant del diari l'any 1984, aquest va ser adquirit per Medios de Comunicación Social del Estado, on hi havien passat els diaris de la cadena del Movimiento. El periòdic ja estava en decadència. El nou director va ser Octavio Aguilera. Ja en democràcia el Grup Serra va comprar el diari, que es va continuar editant en castellà. El 1996 fou quan el diari canvià de nom i de llengua, i passà a ser el Diari de Balears escrit íntegrament en català. Es convertí així en el primer diari de les Illes Balears escrit en català, i en l'actualitat encara és el diari en aquesta llengua amb més tirada a les illes.
El pas al català el 1996 va ser fruit que les sinergies de redacció, comercials i administratives amb Última Hora, propietària de la capçalera del Baleares, eren excessives. En aquells moments era president del Govern Cristòfol Soler, i el Consell d'Administració de l'empresa pensà que era un bon moment per fer realitat l'aspiració històrica d'un sector de la societat illenca: tenir un diari en català. Pocs mesos després, Soler seria "liquidat" pel mateix PP amb l'excusa de ser catalanista.
El 2008 el diari va dur a terme un gran canvi, va modificar el logotip –i alhora el diari s'abreujà a dBalears, una mena de joc de paraules que fa servir la "d" alhora per anomenar "diari" i "de"-, es passà a publicar completament en color, adoptà un paper més ecològic i més prim i se li donà un estil més ordenat i un disseny que ha rebut premis, entre els quals destaca el premi al Diari Local Millor Dissenyat d'Europa de 2008, que li fou entregat al Congrés Europeu dels Diari a Viena del 26 a 28 d'abril de 2009.

## Aliança amb el diariArai fi de la publicació en paper
El novembre del 2011 dBalears va establir una aliança amb el diari Ara, mitjançant la qual les dues capçaleres es venien juntes. Es tractava de compartir el producte diari però sense que hi hagués intercanvi d'accions empresarials ni, consegüentment, compravenda. Segons fonts del mateix diari, aquesta aliança era un acord estratègic interessant per ambdues parts. Hi havia interessos informatius i econòmics: dBalears deixava d'elaborar informació d'Espanya i del món a través de les agències de notícies i, a canvi, oferia als seus lectors la informació de l'Ara, «que consideram molt superior a la de les agències». Ara guanyava circulació a les Illes, ampliant el seu control de difusió i afavorint el seu mercat publicitari. El director, Miquel Serra, assegurava que «l'experiència és molt positiva, entre altres raons perquè ambdues publicacions són molt complementàries». El diari seguia una visió de la realitat des del punt de vista illenc i donava una especial importància a les seccions de Local, Part Forana i Cultura.
El 22 de maig de 2013 es publicava el darrer Diari de Balears en paper. Posteriorment, directius i editors de l'Ara van estrenar, el 23 de maig de 2013, l'Ara Balears, que agafaria el relleu del dBalears com a capçalera en català i en paper a les Illes Balears. A partir d'aleshores, el dBalears passa a tenir únicament versió digital.
El 2015, el Grup Serra arriba a un acord amb l'Associació Ona Mediterrània perquè aquesta editi el digital dBalears, el qual també publica unes quatre edicions especials en paper anualment. L'associació Ona Mediterrània, establerta a l'Espai de Cultura de Can Alcover, també gestiona la ràdio amb el mateix nom, Ona Mediterrània.

## Cronologia
- 1939: El primer número del Baleares va sortir el 13 de juliol.
- 1941: El diari adquireix la primera rotativa de les Balears i augmenta progressivament el tiratge fins a arribar als 25.000 exemplars.[5]
- 1950-1960: Durant aquests anys el Baleares va ser promotor d'activitats artístiques i esportives com les voltes ciclistes a Mallorca, els partits de futbol i les vetllades de boxa. Entre les activitats socials destaca la creació del Banc dels Pobres. Malgrat la vinculació al Movimiento Nacional, durant aquests anys també va servir de tribuna per a la renovació literària mallorquina.
- 1970: Ja sense el logotip del “yugo y las flechas", el diari anà incorporant periodistes no vinculats amb el Movimiento.
- 1976-1984: Arran de la desaparició del franquisme, inicià un procés de recessió constant.
- 1984: L'empresa Premsa Nova S.A. n'adquirí els locals i els drets de capçalera.[5]
- 1986: Es posa en marxa la Delegació del Grup Serra a Inca.[6]
- 1989: Es posa en marxa la Delegació del Grup Serra a Manacor.[7]
- 1996: El Consell d'Administració d'Hora Nova decidí editar el rotatiu en llengua catalana- el primer de les Illes Balears- i canvià la seva capçalera per Diari de Balears.[5]
- 1998: Es llençà, de forma pionera, el projecte electrònic del Diari de Balears.
- 2002: El 21 de març, el Grup Serra inaugura una nova planta impressora al Polígon de Son Valentí de Palma.
- 2009: Es converteix en el primer diari de Balears que no inclou publicitat de comerç sexual.
- 2011: Estableix una aliança amb el diari Ara, mitjançant la qual les dues capçaleres es venen juntes. Es tracta de compartir el producte diari però sense que hi hagi empresarialment intercanvi d'accions ni, consegüentment, compravenda.
- 2013: El 22 de maig es publica el darrer diari en paper.[4]
- 2015: El Grup Serra arriba a un acord amb l'Associació Ona Mediterrània perquè aquesta última editi el dbalears.cat.

## Premis
Durant la seva trajectòria en aquests 73 anys el diari ha rebut una bona quantitat de premis. Va ser reconegut en temps del Movimiento per ser el diari més rendible de la Cadena; va ser Premio Ejército el 1985 (pels articles que hi publicava el general Domingo Giménez Riutort); Premi Octubre el 1996; premi Gabriel Alomar de l'OCB aquest mateix any; premi Jaume II del Consell de Mallorca en 2006 i algun més d'associacions de la Part Forana mallorquina. A més a més, el president-editor del diari, Pere A. Serra, va ser distingit el 1996 amb la Creu de Sant Jordi.

## Directors[5]
| - Pablo Sáiz Gralla (1939-1940) - Nicolás Brondo Roten (1940-1941) - Pedro Álvarez (1941-1944) - Domingo Medrano (1944-1948) - Antonio Colom (1948-1949) - Jorge Andreu (1949-1952) - Waldo de Mier (1952-1957) | - Ignacio Arroyo (1957-1961) - Francisco Javier Jiménez (1961-1975) - Antonio Pizá (1975-1981) - Pedro Ignacio González (1981) - Juan José Porto (1981-1982) - Pablo Llull (1982-1983) - Eliodoro Muñoz (1983-1984) | - Pedro Serra (1984) - Octavio Aguilera (1984-1985) - Miguel Serra (1985-1989) - Jaime Jiménez (1989) - Guillermo Martín de la Oliva (1989-1991) - Marisa Gallardo (1991-1993) - Miquel Serra Magraner (1993-2015) - Tomeu Martí i Florit (2015-ara) |

## Articulistes i col·laboradors
Entre els articulistes habituals hi ha: Miquel Payeras (analista polític i corresponsal d'El Temps), Miquel Alenyà (expresident de la Fundació "Sa Nostra"), Llorenç Capellà (escriptor), Llorenç Valverde (catedràtic d'informàtica a la UIB i vicerector de la UOC), Gabriel Florit (escriptor), Pere Fullana (historiador), Joan Riera (sotsdirector del mateix diari), Ferran Aguiló (periodista) o Joan Antoni Estades de Moncaira i Bisbal.